# Natrolite

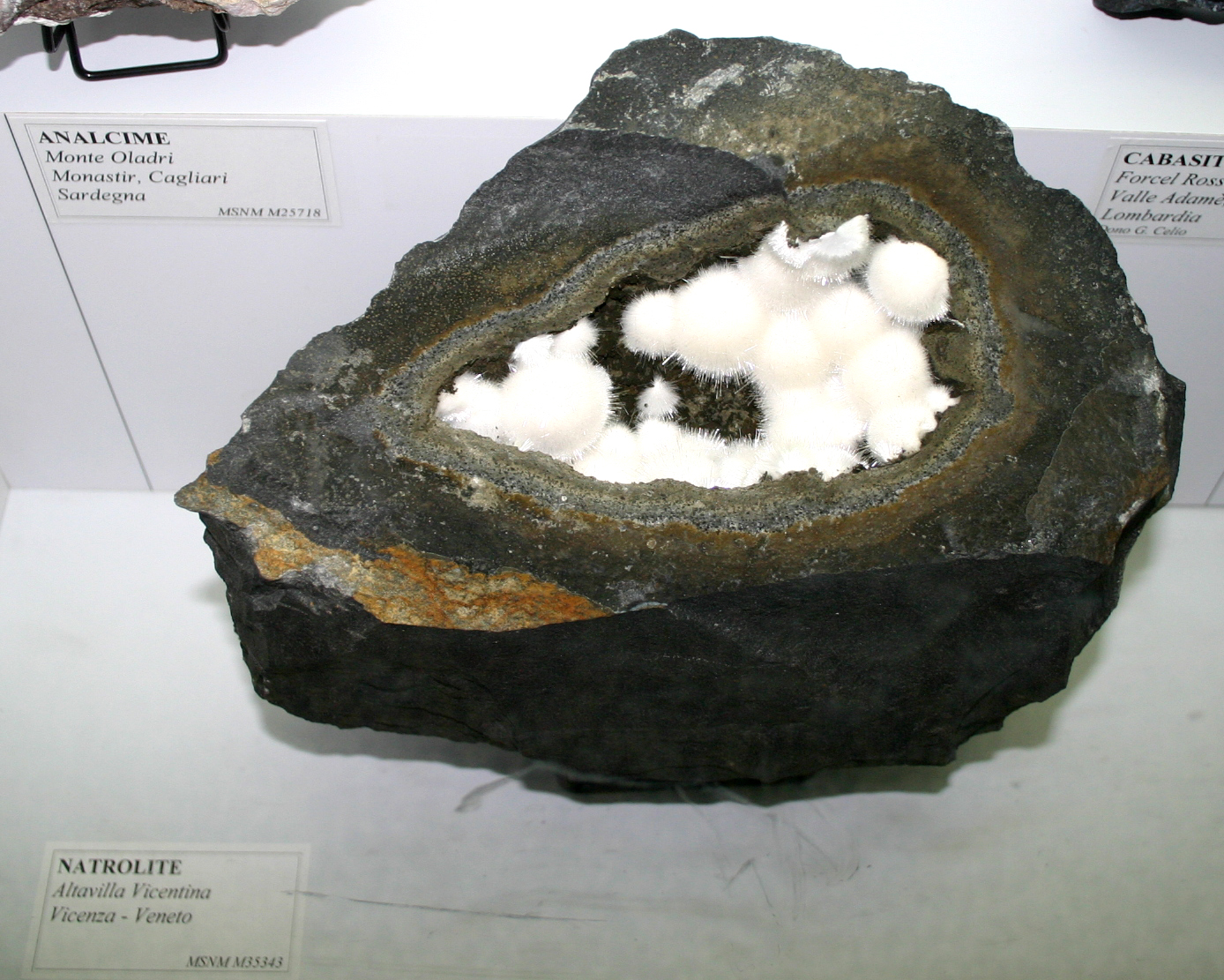
Cristalli di natrolite formatisi entro una cavità vacuolare in un basalto ad Altavilla Vicentina, nei Colli Berici

La natrolite (simbolo IMA: Ntr) è un minerale piuttosto comune del gruppo delle zeoliti all'interno del quale viene collocato nel sottogruppo della natrolite; appartiene alla famiglia dei "silicati" e possiede composizione chimica Na2(Si3Al2)O10 • 2H2O.
Strutturalmente appartiene ai tectosilicati.

## Etimologia e storia
La natrolite è stata chiamata in questo modo nel 1803 da Martin Heinrich Klaproth dal latino natrium, in allusione al suo contenuto di sodio, e dalla parola greca λίθος ('lithos', pietra). Da non confondere con la "natrolite" di William Hyde Wollaston del 1812, termine usato per indicare una scapolite contenente soda.

## Classificazione
La classica nona edizione della sistematica dei minerali di Strunz, aggiornata dall'Associazione Mineralogica Internazionale (IMA) fino al 2009, elenca la natrolite nella classe "9. Silicati (germanati)" e nella sottoclasse "9.G Tettosilicati con H2O zeolitica; famiglia della zeolite"; questa viene ulteriormente suddivisa in base alla struttura cristallina del minerale, in modo tale da trovare la natrolite nella sezione "9.GA Zeoliti con unità T5O10 – Zeoliti fibrose" dove forma il sistema nº 9.GA.05 insieme a gonnardite, mesolite, paranatrolite e scolecite.
Questa classificazione viene mantenuta invariata anche nell'edizione successiva, proseguita dal database "mindat.org" e chiamata Classificazione Strunz-mindat.
Nella Sistematica dei lapis (Lapis-Systematik) di Stefan Weiß la natrolite si trova nella classe dei "silicati" e nella sottoclasse dei "tectosilicati (con zeoliti)"; qui è nel "gruppo delle zeoliti; zeoliti fibrose" dove forma il sistema nº VIII/J.21 insieme a paranatrolite, gonnardite, mesolite, scolecite, thomsonite-Ca e thomsonite-Sr.
Anche la classificazione dei minerali secondo Dana, principalmente usata nel mondo anglosassone, elenca la natrolite nella famiglia dei "silicati"; qui è nella classe dei "tectosilicati; gruppo delle zeoliti" e nella sottoclasse delle "zeoliti originali"; qui è nella sezione della "natrolite e specie correlate" dove forma il sistema nº 77.01.05 insieme a paranatrolite, mesolite, scolecite, edingtonite, gonnardite e cowlesite.

## Abito cristallino
La natrolite cristallizza nel sistema ortorombico nel gruppo spaziale Fdd2 (gruppo nº 43) con le costanti di reticolo a = 18,2930(2) Å, b = 18,6430(5) Å e c = 6,5860(5) Å, oltre a 8 unità di formula per cella unitaria.

## Chimica
Secondo la composizione ideale della natrolite, il minerale è costituito da due parti ciascuna di sodio (Na) e alluminio (Al), tre parti di silicio (Si), dodici parti di ossigeno (O) e quattro parti di idrogeno (H). Ciò corrisponde a una frazione di massa del 12,09% in peso di sodio, 14,19% in peso di alluminio, 22,16% in peso di silicio, 50,49% in peso di ossigeno e 1,06% in peso di idrogeno o, sotto forma di ossido 16,30% in peso di ossido di sodio (Na2O), 26,82% in peso di ossido di alluminio (Al2O3), 47,41% in peso di silice (SiO2) e 9,48% in peso di acqua (H2O).
La natrolite è il membro finale ricco di sodio di una serie continua di cristalli misti, caratterizzata dallo scambio di calcio e acqua invece che di sodio. Il membro terminale ricco di calcio della serie (con la stessa struttura cristallina) è la scolecite (Ca(Si3Al2)O10 • 3H2O), mentre la mesolite (Na2Ca2(Si9Al6)O30 • 8H2O) è di composizione intermedia.
A causa della formazione di cristalli misti, parte del sodio nei campioni di natrolite naturale viene solitamente sostituito dal calcio. Inoltre, il ferro (in forma di ossido ferrico, Fe2O3) e il potassio (come ossido di potassio, K2O) si trovano occasionalmente come miscele estranee.

## Origine e giacitura
La natrolite si trova nelle cavità dei basalti amigdaloidi e delle rocce ignee correlate ed è uno degli ultimi minerali a formarsi; riempie i filoni nel granito, nello gneiss e nella sienite. La paragenesi è con altre zeoliti e con calcite, nefelina, sodalite e quarzo.
La natrolite è un minerale molto comune e pertanto è stato trovato in tantissime località sparse per il mondo. Qui si ricorda solo la località tipo del minerale, il monte Hohentwiel (47.76556°N 8.81944°E) nei pressi di Singen (circondario di Costanza, Germania).

## Forma in cui si presenta in natura
Si presenta comunemente in cristalli ben formati, spesso prismatici di dimensioni fino a 1 m, ma anche aciculari o in aggregati globulari, raggiati, fibrosi o granulari.
Il minerale è da trasparente a traslucido, con lucentezza vitrea o perlacea; il colore è bianco, rosso, giallo, marrone, verde, bluastro, ma è anche incolore, mentre il colore dello striscio è bianco.

## Proprietà
Riscaldando la natrolite a 300 °C, l'acqua di cristallizzazione in essa contenuta può essere espulsa quasi completamente; tuttavia, dopo il raffreddamento, il minerale è in grado di assorbirla nuovamente. La natrolite è solubile in acido cloridrico (HCl), attraverso il quale precipita l'acido silicico (gelatina di silice).